# GD Bragança
Grupo Desportivo de Bragança ist ein portugiesischer Fußballverein aus der nordportugiesischen Stadt Bragança.

## Geschichte
GD Bragança wurde am 11. Juni 1943 gegründet und spielte lange Zeit nur im regionalen Bereich, ehe die Mannschaft ab Ende der 1960er Jahre regelmäßig in der drittklassigen Terceira Divisão antrat. 1979 gelang der kurzzeitige Sprung in die Segunda Divisão, aus der sie nach fünf Spielzeiten wieder abstieg. Zwischen 1986 und 1990 spielte der Klub erneut zweitklassig, wurde aber nach einer Ligareform in die Viertklassigkeit durchgereicht.
Anfang der 2000er war GD Bragança Fahrstuhlmannschaft zwischen drittem und viertem Spielniveau und qualifizierte sich 2013 für die neu eingeführte dritthöchste Spielklasse Campeonato de Portugal. Hier hielt sie sich bis zum erneuten Abstieg 2018, schaffte aber den direkten Wiederaufstieg. 2021 stieg der Klub in die Distriktmeisterschaft ab, die aufgrund einer Ligareform in Folge der COVID-19-Pandemie in Portugal zur fünfthöchsten Spielklasse zurückgestuft wurde.